# Diadegma spurcum
Diadegma spurcum là một loài tò vò trong họ Ichneumonidae.